# Edwin F. Ladd

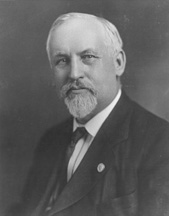
Edwin F. Ladd

Edwin Freemont Ladd (* 13. Dezember 1859 in Starks, Somerset County, Maine; † 22. Juni 1925 in Baltimore, Maryland) war ein US-amerikanischer Politiker (Republikanische Partei), der den Bundesstaat North Dakota im US-Senat vertrat.
Ladd besuchte die öffentlichen Schulen seines Geburtsortes und die Somerset Academy in Athens, bevor er 1884 an der University of Maine graduierte. Von 1884 bis 1890 arbeitete er als Chemiker in einem Experimentallabor des Staates New York in Geneva. Später wurde er Dekan der chemischen und pharmazeutischen Fakultät sowie Chemiedozent am North Dakota Agricultural College in Fargo; außerdem arbeitete er zwischen 1890 und 1916 als leitender Chemiker der staatlichen Agricultural Experiment Station.
Von 1899 bis 1904 betätigte sich Edwin Ladd zudem als Redakteur des North Dakota Farmer in Lisbon. Er setzte sich auch in leitender Funktion für die staatlichen Lebensmittelgesetze ein. Dem Agricultural College stand er von 1916 bis 1921 als Präsident vor.
Bei der Wahl zum US-Senat im Jahr 1920 kandidierte Edwin Ladd erfolgreich für die Republikaner. Er trat sein Amt in Washington am 4. März 1921 an und war im Senat Vorsitzender des Ausschusses für öffentliche Straßen (Committee on Public Roads and Surveys).
Im Senat stimmte er als einer von fünf Republikanern gegen den Immigration Act of 1924, der die Einwanderungsbeschränkungen insbesondere für Süd- und Osteuropäer sowie bestimmte asiatische Herkunftsländer weiter verschärfte.
Er starb noch vor Ende seiner Amtszeit am 22. Juni 1925 im Johns Hopkins Hospital in Baltimore.